# パトリック・バウム
パトリック・バウム（Patrick Baum、1987年6月23日 - ）はドイツ出身の卓球選手。左シェークハンド裏裏前陣ドライブ主戦型。2010年10月時点で世界ランキングは22位。

## 略歴
2000年スロバキアのブラチスラヴァで行われたヨーロッパユース選手権カデットの部で団体優勝を果たした。2002年モスクワで行われたヨーロッパユース選手権のダブルス、団体で優勝、2004年にハンガリーのブダペストで行われたヨーロッパユース選手権ジュニアの部でベスト4、2005年チェコのオストラヴァで行われた大会では準優勝を果たした。同年オーストリアのリンツにて開催された世界ジュニア選手権の男子シングルス決勝で日本の水谷隼を破って優勝した。
シニアの大会では2007年のセルビア、ベオグラードで行われたヨーロッパ選手権の混合ダブルスでベスト8、2007年クロアチアのザグレブで行われた世界選手権個人戦、2008年広州で行われた同団体戦に出場している。
ジャパンオープン荻村杯2009in和歌山の男子シングルスでは、オフチャロフ、シュラガーを連破して決勝へ進み、決勝でも世界ランク14位の呉尚垠(韓国)に敗れたもののセットカウント4-3と健闘した。
現在はフランスリーグのポントワーズでプレーしている。

## プレースタイル
比較的ティモ・ボルと似たプレースタイルであり、前陣での打点の速い攻撃が得意。しかし上記の世界ジュニア選手権を制してからは技術面での伸び悩みか戦績はやや停滞気味。

## 主な戦績
- 2000年
  - ヨーロッパユース選手権ブラチスラヴァ大会 カデットの部 男子団体優勝
- 2002年
  - ヨーロッパユース選手権モスクワ大会 ジュニアの部 男子ダブルス優勝、男子団体優勝
- 2004年
  - ヨーロッパユース選手権ブダペスト大会 ジュニアの部 男子シングルス ベスト4
- 2005年
  - 世界ジュニア選手権リンツ大会 男子シングルス優勝
  - ヨーロッパユース選手権オストラヴァ大会 ジュニアの部 男子シングルス準優勝
- 2007年
  - ヨーロッパ選手権ベオグラード大会 混合ダブルス ベスト8
- 2010年
  - ヨーロッパ選手権オストラヴァ大会 男子シングルス準優勝、男子団体優勝
- 2013年
  - ヨーロッパ選手権シュヴェヒャート大会 男子団体優勝